# Мстиславские
Мстиславские (пол. Mścisławski) — два литовско-русских княжеских рода, Гедиминовичи.

## Происхождение и история родов
Первый происходит от сына великого князя литовского Гедимина — Ольгерда.  Князь Симеон-Лугвений Ольгердович получил в конце XIV века в удел княжество Мстиславское, упомянут (1431), женат на княжне Марии Дмитриевне Московской. Князь Иван Юрьевич († около 1490), последний представитель рода князей Мстиславских (Лугвеновичей). После него Мстиславль унаследовала отрасль князей Заславских, происходящая от сына великого князя литовского Гедимина — Евнута.
Второй род внесён в Бархатную книгу и происходит от Евнута (2 колено от Гедемина), в святом крещении Иван Гедеминович, получил (1345)  Заславль-Литовский (сов. Заславль, Минской губернии). Его сын князь Михаил Заславский убит на Ворксле (1399). Князь Иван Юрьевич Заславский наместник минский и витебский (1468-1499). Княжны (из 1-го рода), Анастасия и Ульяна Мстиславские, обратились к великому князю литовскому Александру с прошением, не лишать их вотчинного удела, на что Александр оставил в их временное владение  Мстиславское княжество, с условием, что они выйдут замуж за князей, которые будут равны им. Великий князь Александр Литовский по жалованной грамоте (19 мая 1499), признал княжество Мстиславское вотчиной мужа княжны Ульяны — князя Михаила Ивановича Заславского, который оставил после сего свой прежний титул — князя Заславского и стал именоваться — князем Мстиславским.

## Известные представители
1. Корыгелло Ольгердович получил во владение Мстиславль, в 1386 году принял в Кракове католическую веру под именем Казимира и присутствовал при коронации своего старшего брата Ягайло. В том же 1386 году руководил обороной Мстиславля, осаждённого ратью Святослава Ивановича Смоленского. На стороне Ягайло и Скиргайло сражался против Витовта и тевтонских крестоносцев. В 1390 году Корыгелло руководил обороной виленского замка, осаждённого крестоносцами и Витовтом. По одним данным, Корыгелло погиб во время пожара в замке, а по другим — попал в плен и был казнён по приказу Витовта.
2. Семён-Лингвений (Лугвений) Ольгердович упоминается в летописи впервые под 1386 г., когда он присутствовал при коронации Ягайло и участвовал в походе на смоленского князя Святослава Ивановича, напавшего на Мстиславль. В 1402 г. помог Витовту Кейстутовичу одолеть рязанского князя в битве под Любутском; в следующем году взял Вязьму, пленив вяземского князя Ивана Святославича; в 1407 г. был приглашён новгородцами начальствовать в их областных городах и пробыл там около 5 лет. Вероятно, умер ок. 1431 г.
3. Сын его Юрий в первые годы после смерти отца помогал Свидригайле, боровшемуся с Сигизмундом (1432—1433), потом поселился в Новгороде; в 1438 г. разорил с новгородцами ливонские селения за Наровой; через два года явился из Новгорода добывать потерянный мстиславский удел, но был захвачен в Троках Сигизмундом, пленён и лишён всего имущества. По смерти Сигизмунда (1440) он получил Мстиславль, в 1441 г. захватил Смоленск, но в 1442 г. опять должен был бежать в Новгород. В 1445 г. Казимир вернул ему Мстиславль.
4. Сын его Иван Юрьевич Мстиславский, служил великому князю литовскому и королю польскому Казимиру Ягеллончику, был наместником в Минске и Витебске, помимо Мстиславля ему принадлежали Тетерин, Княжицы, Попова Гора и другие волости.
5. Зять его Михаил Иванович Заславский, унаследовал часть Мстиславского удела женившись на старшей дочери Ивана Юрьевича Мстиславского — Ульяне, известный по участию в литовско-русских войнах (1500—1503, 1507—1508, 1512—1522), во время которой он дважды переходил на сторону великого князя московского Василия III Ивановича (1505—1533) и дважды возвращался на службу к великому князю литовскому и польскому королю Сигизмунду Казимировичу Старому. Он был последним владетельным мстиславским князем и умер около 1536 г.; после его смерти некоторое время Мстиславлем владела его жена, Юлиания.
6. Его старший сын Фёдор поступил в 1526 г. на службу к вел. кн. московскому; дважды (1527 и 1535) разбил татарские отряды. В Оружейной палате хранится его богатырская сабля. † 1540 г.
7. Сын его Иван в 1541 г. был кравчим, в 1547 г. спальником, с 1548 г. боярином; пользовался особенным расположением Иоанна Грозного. † 1586 г.
8. Фёдор Иванович Мстиславский (ум. 1622) — старший сын Ивана Фёдоровича, крупный московский боярин и воевода, видный деятель Смутного времени. Глава Семибоярщины. Последний представитель рода Мстиславских.